# Ichthyodes ternatensis
Ichthyodes ternatensis är en skalbaggsart som beskrevs av Stefan von Breuning 1968. Ichthyodes ternatensis ingår i släktet Ichthyodes och familjen långhorningar. Inga underarter finns listade i Catalogue of Life.